# Аббасов, Гюндуз Шамсаддин оглы
Гюндуз Шамсаддин оглы Аббасов (азерб. Gündüz Şəmsəddin oğlu Abbasov; 20 ноября 1930, Баку — 21 августа 1995, там же) — советский и азербайджанский актёр, библиотекарь и редактор.

## Биография
Родился 20 ноября 1930 года в Баку. В 1947 году поступил в Азербайджанское государственное художественное училище имени Азимзаде, которое окончил в 1952 году. С 1957 по 1959 год занимал должность старшего редактора Азербайджанского государственного комитета по телевидению и радиовещанию, с 1964 по 1966 год занимал должность редактора Азербайджанского издательства Азернешр. С 1968 по 1970 год заведовал отделом искусства редакции газеты «Литература и искусство» (азерб. Ədəbiyyat və incəsənət), с 1970 по 1971 год заведовал библиотекой музыкальной школы, одновременно с этим с 1970 по 1972 год занимал должность администратора кинотеатра «Гэлэбэ». В 1973 году вернулся в Азербайджанский государственный комитет по телевидению и радиовещанию и проработал вплоть до 1975 года.

### Семья
Был дважды женат (первым браком — на актрисе Офелии Мамедзаде), оба брака закончились разводом. От каждого брака у Аббасова родилось по сыну и дочери. Дочь от второго брака — поэтесса Шахла Гюндуз.
Мать Гюндуза Аббасова приходилась племянницей азербайджанскому драматургу Джафару Джаббарлы.
Скончался 21 августа 1995 года в Баку.

## Фильмография
Аббасов дебютировал в азербайджанском кинематографе в 1958 году и с тех пор с перерывами снялся в 19 фильмах.
- 1958 — Её большое сердце — Раджаб.
- 1959 — Тайна одной крепости — Эльшан.
- 1960 — Айгюн — Элияр.
- 1961 —
  - Наша улица — Расим.
  - Сказание о любви — Зейд.
- 1962 —
  - Телефонистка — Отец Мехрибан.
  - Я буду танцевать — Мусит.
- 1975 — Выше только облака — Гараджа-киши.
- 1976 —
  - Иду на вулкан — Арыг-Гюндуз.
  - Цена счастья
- 1977 —
  - Гариб в стране Джиннов — Сатана.
  - Свет погасших костров — Байбура.
- 1978 — Жена моя, дети мои — представитель райкома партии.
- 1979 — Бабек — Дедушка Парвин.
- 1982 —
  - Деловая поездка
  - Здесь тебя не встретит рай — звездочёт.
- 1984 — Похититель поневоле
- 1985 — В поисках капитана Гранта
- 1986 — Окно печали — Карбалан.
- 1987 —
  - Сигнал с моря — поэт.
  - Чёртик под лобовым стеклом — сотрудник редакции.
- 1988 — Частный визит в немецкую клинику — Лионозов.
- 1989 — Родные берега — Бендалы.
- 2001 — Сон — Хидаят (посмертный выход; фильм был снят в начале 1990-х годов, позже был положен на полку, и лишь в 2001 году показ фильма был разрешён).